# Václav Hájek
Václav Hájek (29. května 1920 – 21. srpna 1995) byl český a československý novinář, politik Komunistické strany Československa, dlouholetý vedoucí tajemník KV KSČ pro Středočeský kraj, poslanec Sněmovny národů Federálního shromáždění a České národní rady za normalizace.

## Biografie
V letech 1961–1967 byl zástupcem hlavního redaktora Rudého práva, v letech 1967–1968 šéfredaktorem stranické revue Nová mysl. Od roku 1985 působil jako předseda Ústředního výboru českého Svazu protifašistických bojovníků. V roce 1962 a 1970 získal Řád práce, roku 1973 Řád Vítězného února a roku 1980 Řád republiky.
V letech 1971–1985 zastával post vedoucího tajemníka Krajského výboru KSČ pro Středočeský kraj. XIII. sjezd KSČ ho zvolil za člena Ústřední kontrolní a revizní komise KSČ. V období listopad 1968 – květen 1971 byl členem a předsedou Byra pro kontrolní a revizní práci v českých zemích. XIV. sjezd KSČ ho zvolil za člena Ústředního výboru Komunistické strany Československa. XV. sjezd KSČ a XVI. sjezd KSČ ho ve funkci potvrdil.
Po delší dobu zasedal v nejvyšším zákonodárném sboru. Ve volbách roku 1971 zasedl do české části Sněmovny národů (volební obvod č. 15 - Hostivice, Středočeský kraj). Mandát obhájil ve volbách roku 1976 (obvod Brandýs nad Labem-Stará Boleslav) a volbách roku 1981 (obvod Brandýs nad Labem-Stará Boleslav).
Ve volbách roku 1986 byl zvolen do České národní rady. Po sametové revoluci se v lednu 1990 vzdal mandátu v rámci procesu kooptace do ČNR.